# Le Pont de l'Europe (Monet)
Le Pont de l'Europe, Gare Saint-Lazare (De Europabrug, Station Saint-Lazare) is een schilderij van de impressionistische Franse kunstschilder Claude Monet uit 1877, 64 × 81 centimeter, olieverf op doek. Het maakt deel uit van een serie van twaalf schilderijen die Monet in 1877 maakte in de buurt van het Parijse station Saint-Lazare. De serie wordt wel gezien als zijn uitdrukking van de 'modernité'. Het werk is thans te zien in het Musée Marmottan Monet te Parijs.

## Context
Spoorwegen en stations waren in de tweede helft van de negentiende eeuw het uitgesproken thema van de moderne tijd. De trein, met zijn tot dan ongekende snelheid, had een geheel nieuwe kijk op het leven gegeven. Er ontstond een ander begrip van ruimte en tijd waarbij het landschap als het ware doorkliefd werd, waar eerder het trage tempo van koets en kar de maatstaf was. Het station en de spoorweg werden symbool voor snelheid en mobiliteit, voor het nieuwe leven.
De door rook en staal bepaalde wereld van stations en locomotieven, hadden ook een speciale bekoring voor de kunstschilders van het impressionisme in die periode. Édouard Manet koos het thema in 1874 voor zijn schilderij De spoorweg en ook Gustave Caillebotte nam het meermaals als onderwerp.
Ook Monet werd aangetrokken door het beeld van stations, locomotieven en wagons. Hij was vooral gebiologeerd door de verschillende lichtomstandigheden, het spel van de zon op de stoomwolken, de rookontwikkeling, waarbij de menselijke figuur slechts als een schim zichtbaar bleef. In januari 1877 huurde hij een woning in de Rue de Moncey, in de buurt van Saint-Lazare. Hij kende die plek goed omdat hij van daar vaak was vertrokken naar zijn buitenwoning in Argenteuil. Hij zou uiteindelijk in 1877 twaalf gezichten maken van het station Saint-Lazare en de aangrenzende Pont de l'Europe. Zeven ervan exposeerde hij tijdens de derde grote impressionistententoonstelling, een jaar later.

## Le Pont de l'Europe
Een van de eerste schilderijen uit de ‘Saint-Lazare’-serie was Le Pont de l'Europe. Monet wilde vooral het spel van de opkomende zon op de stoomwolken vastleggen. Omdat bij het vertrek van de treinen de wolken zo dicht waren dat er nauwelijks iets te onderscheiden viel, bedacht Monet dat de trein naar Rouen een uur opgehouden moest worden totdat het beter licht zou zijn. Renoir herinnerde zich hoe hij zijn zelfbewuste vriend dat regelde: Hij trok zijn beste kleren aan, schikte het kant van zijn manchetten en wandelde naar het station Saint-Lazare. Nonchalant zwaaiend met zijn stok, die van een gouden knop was voorzien, overhandigde hij zijn kaartje en vroeg de directeur van de westelijke spoorlijn te spreken. De beambte verstijfde en liet hem meteen binnen. De verheven persoon verzocht de bezoeker plaats te nemen, waarop deze zich voorstelde met de woorden: "Ik ben de schilder Claude Monet". Hij bereikte alles wat hij wilde. Treinen werden gestopt, perrons gesloten en locomotieven zodanig volgestopt met kolen dat ze precies zoveel stoom uitspuugden als Monet beliefde.
Monet was vooral geïnteresseerd in de lichteffecten van de stoom en rook. Daarom schilderde hij locomotieven die het station in- en uit, en onder de brug doorreden. Het doek Le Pont de l'Europe komt vooral tot leven door het spannende contrast tussen de strakke geometrische vorm van de brug van steen en ijzer in samenspel met de werveling van de stoomwolken. De locomotief die het station binnenrijdt brengt een beweging in van links naar rechts. Ze kruist de diagonaal die gevormd wordt door de brug en de kloof tussen de hoge huizenblokken in het verlengde daarvan. De plek waar de lijnen kruisen is aangegeven door de twee pilaren van de brug. Het toont bij uitstek het grote compositietalent van Monet. Het werk lijkt spontaan geschilderd, maar is in werkelijkheid volledig geënsceneerd, hetgeen onder meer blijkt uit de talloze voorbereidende schetsen die Monet maakte voor het schilderij, alsook voor andere werken uit de serie.

## Serie
De twaalf 'Saint-Lazare'-doeken van Monet zijn stuk voor stuk op basis van voorstudies geschilderd in diens atelier. Ze kenmerken zich door de alles omhullende en met elkaar versmeltende mistige atmosfeer, die contouren doet vervagen en alle elementen van de werkelijkheid en de schilderijen met elkaar verbindt. Scènes in stoom, mist, regen en sneeuw waren bijzonder geschikt om dat tot uitdrukking te brengen. Terwijl de menselijke gestalten in deze schilderijen tot silhouetten gereduceerd worden, schuiven zware kolossen van locomotieven rokend en sissend het station binnen. Wat een verheerlijking van de techniek lijkt, blijkt in essentie echter een gevecht met atmosferische veranderingen, geheel gelijk aan de wijze waarop Monet eerder in de vrije natuur schilderde. Het is primair een uitdrukking van tempo, vitaliteit en atmosfeer. Émile Zola schreef na de expositie van zeven van de werken tijdens de derde grote impressionistententoonstelling: Dit jaar liet Monet magnifieke afbeeldingen van schilderijen zien. Je kunt er het sissen van aankomende treinen horen, je ziet de stroom uitstromen en opwervelen onder de overkapping. Dit is tegenwoordig de plaats om te schilderen.
De twaalf 'Saint-Lazare'-schilderijen kunnen al naargelang de positie van de schilder in twee groepen worden onderverdeeld. Enerzijds zijn er de afbeeldingen van binnenrijdende en vertrekkende treinen vanuit het station zelf geschilderd, anderzijds zijn er een aantal werken die met name de omgeving van het station laten zien, zoals ook 'Le Pont de l'Europe'. De stationschilderijen zijn de voorlopers van een aantal series waarin Monet hetzelfde motief meerdere keren vanuit een bijna identieke plaats, maar bij verschillende lichtomstandigheden en tijden vastlegt. Vaak werkte hij simultaan aan meerdere schilderijen tegelijk, om zo een grotere directheid te bereiken, geïnspireerd door de opkomende fotokunst van onder andere André Disdéri. Ook Edgar Degas gebruikte deze methode. Een serie was geen schematische herhaling van systematische variaties, maar vooral een mogelijkheid om een voorstelling van de vluchtigheid van het moment te verschaffen.

## Twaalf doeken van Saint-Lazare, 1877

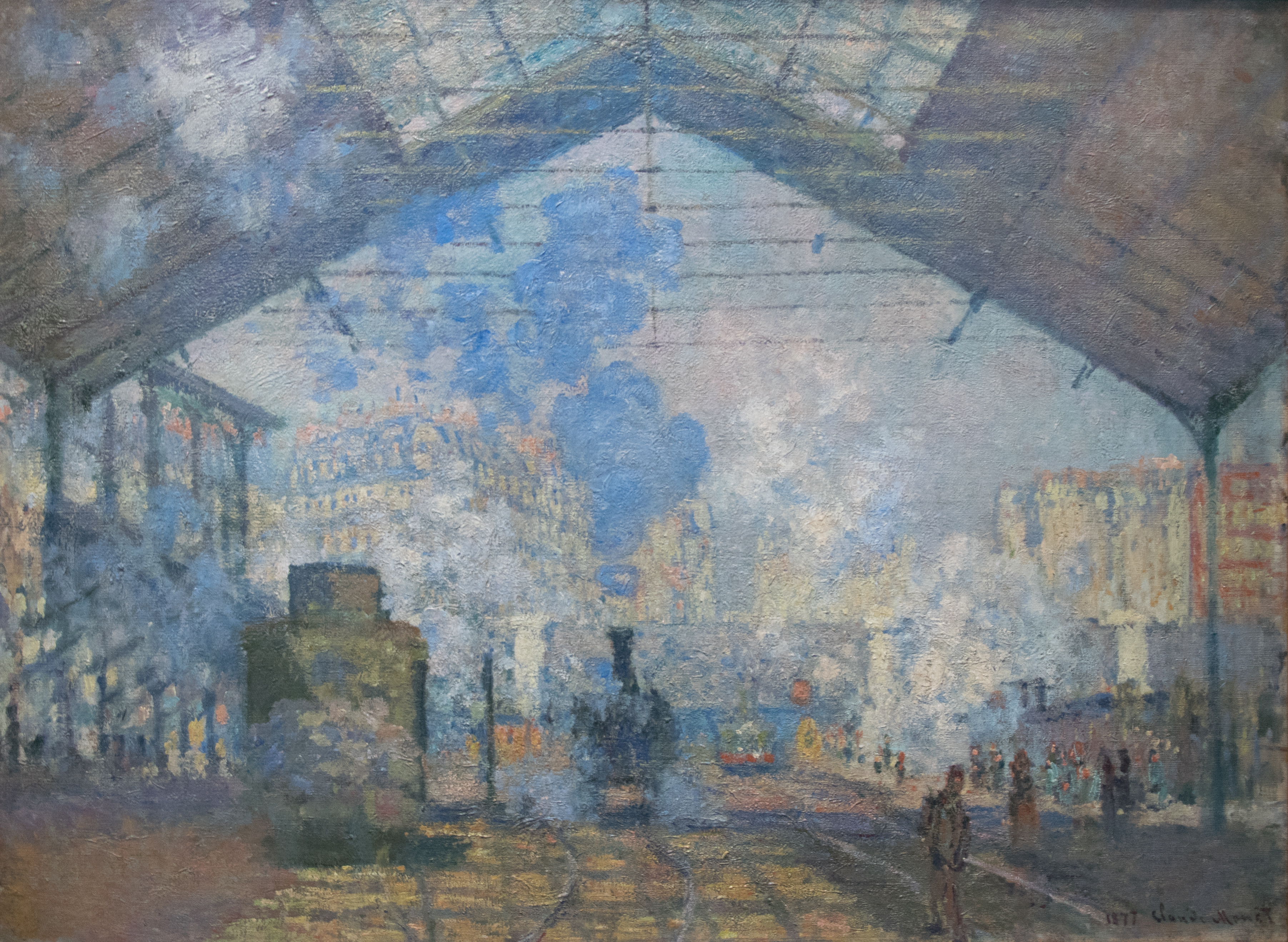
La Gare Saint-Lazare, Musée d'Orsay, Parijs, 75×104 cm.
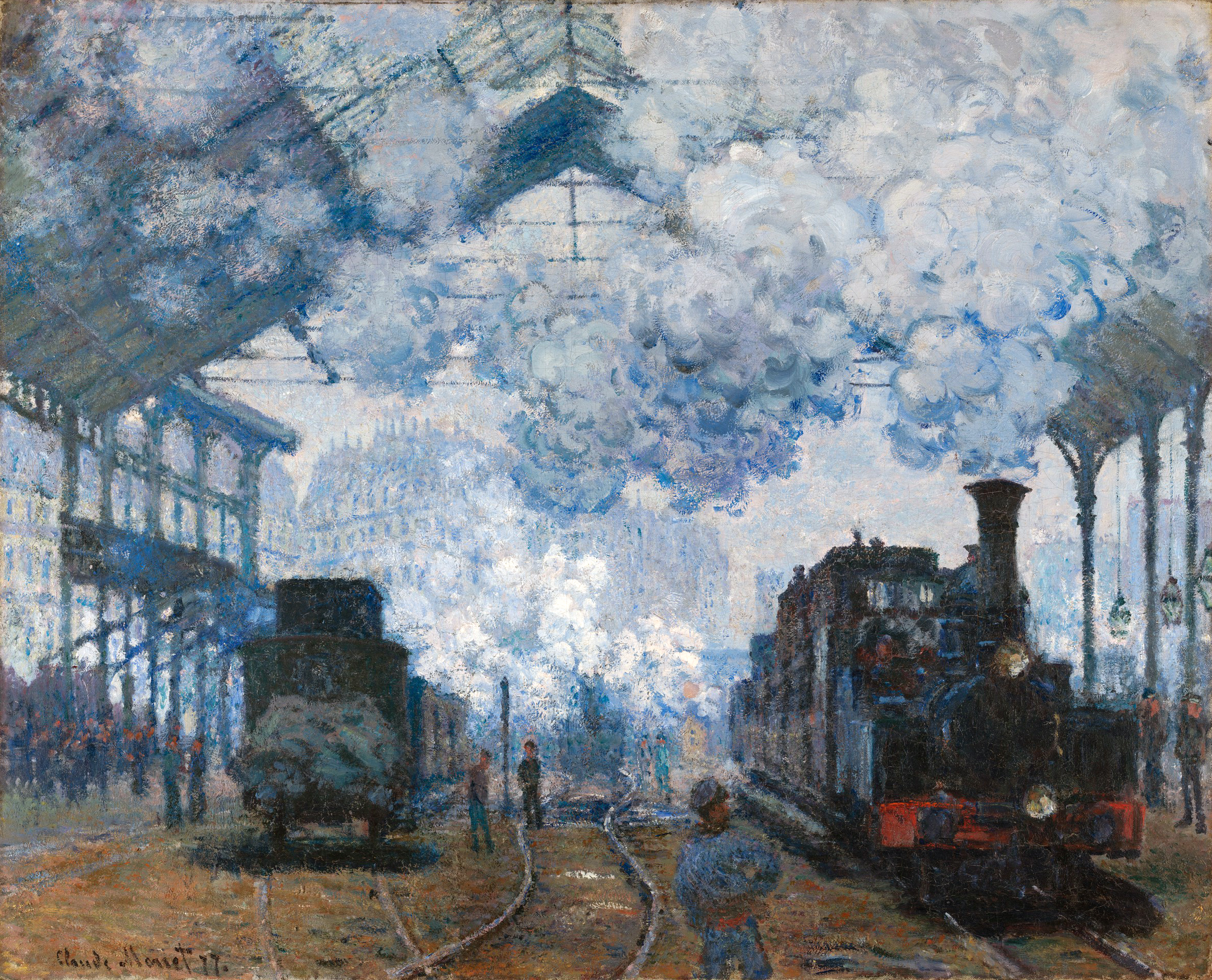
La Gare Saint-Lazare, arrivée d'un train, Fogg Art Museum, Cambridge, 83×101,3 cm.
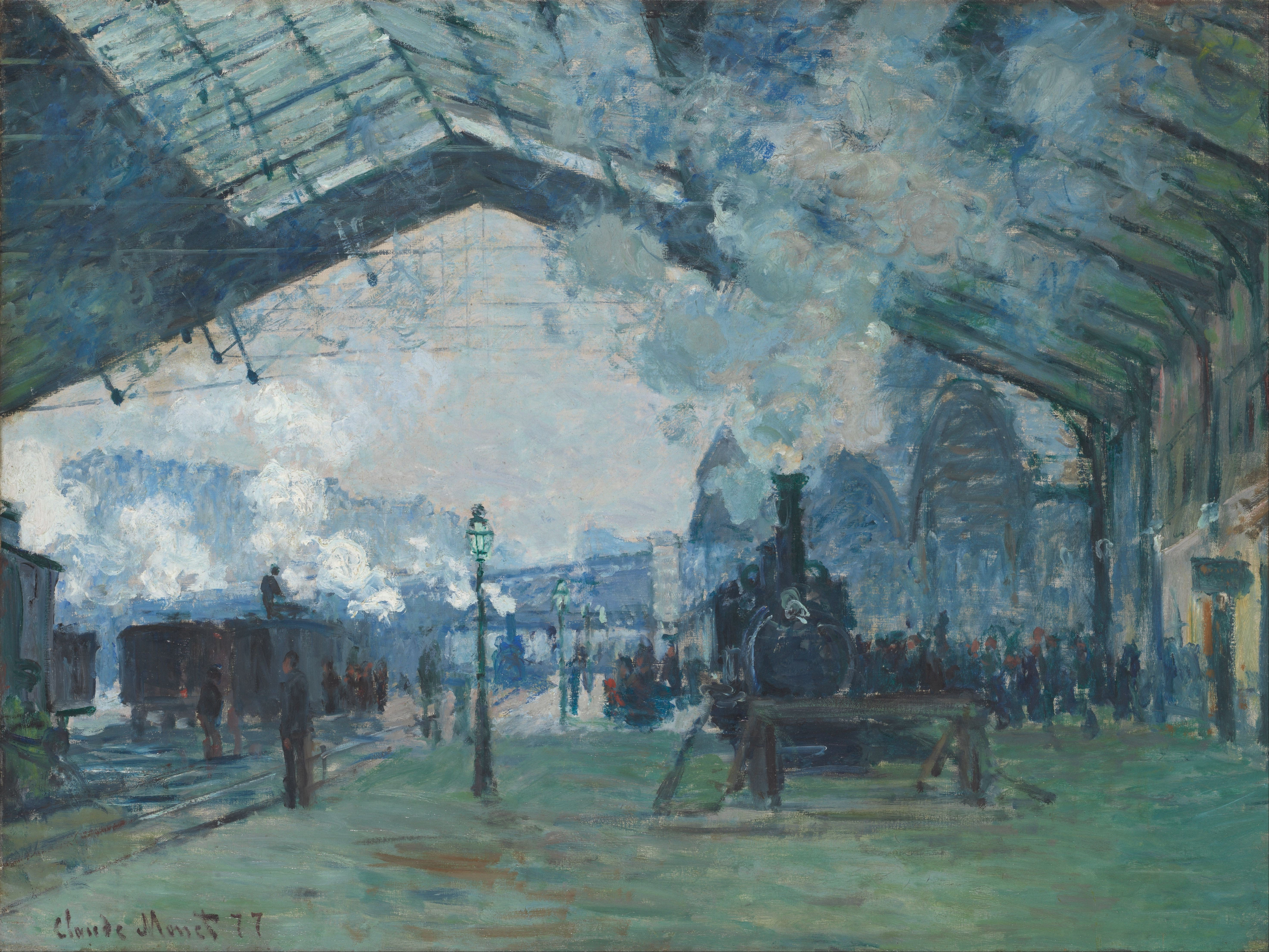
La Gare Saint-Lazare, le train de Normandie, Art Institute of Chicago, 59.6×80,2 cm.
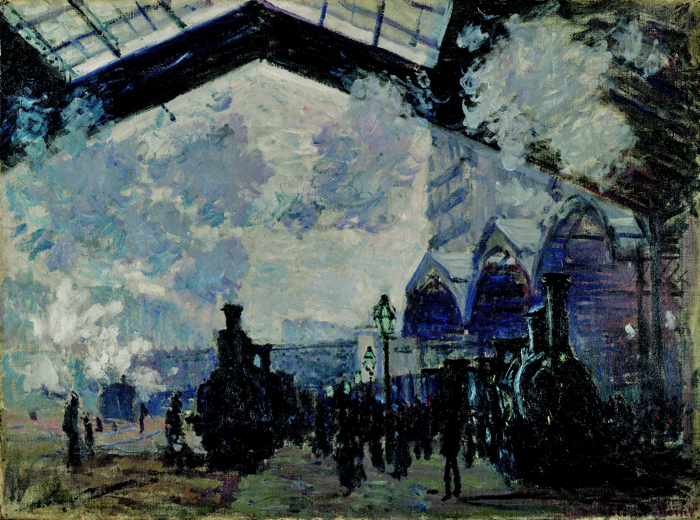
La Gare Saint-Lazare, National Gallery, Londen, 53×72 cm.
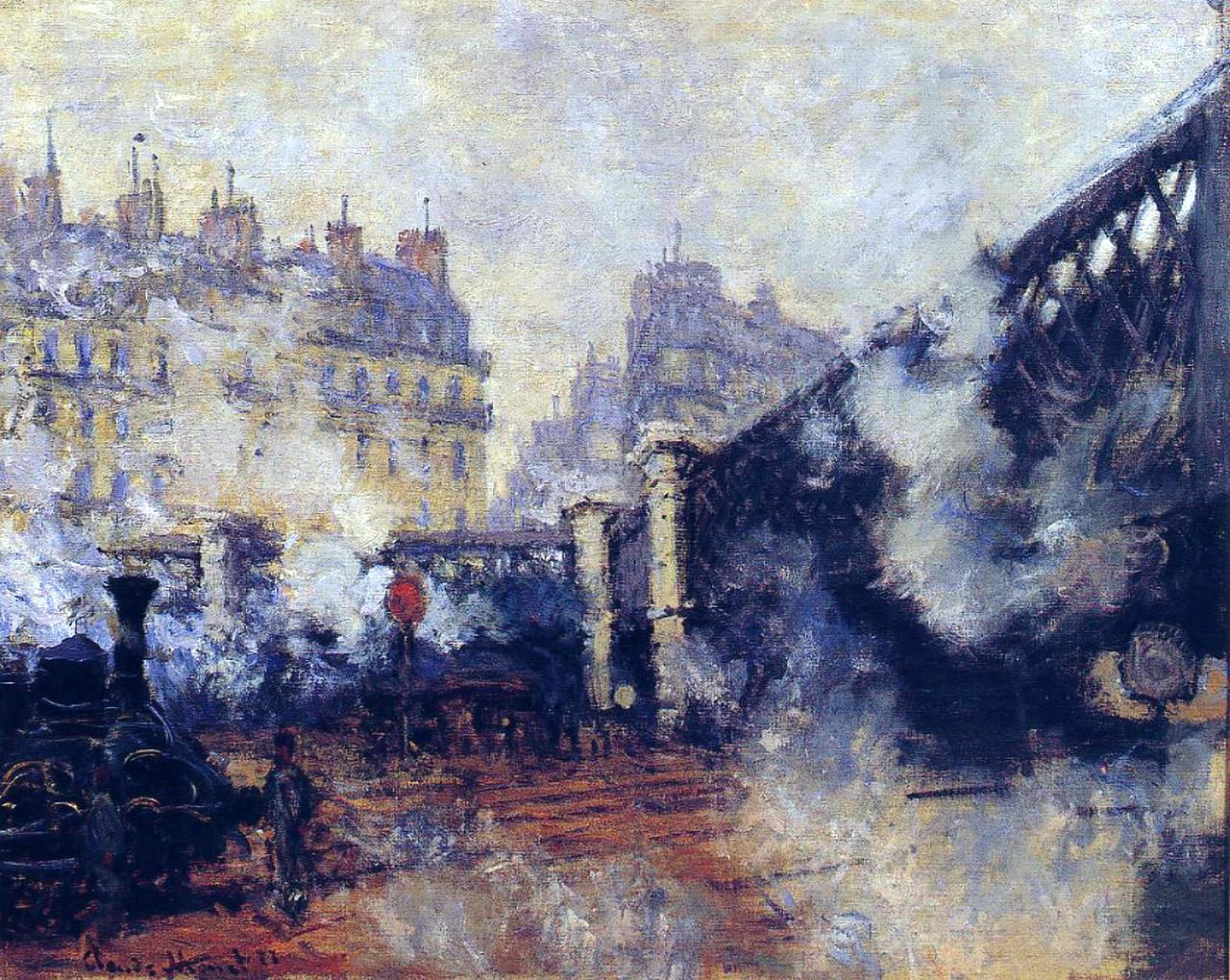
Le Pont de l'Europe, Gare Saint-Lazare, Musée Marmottan Monet, Parijs, 64×81 cm.
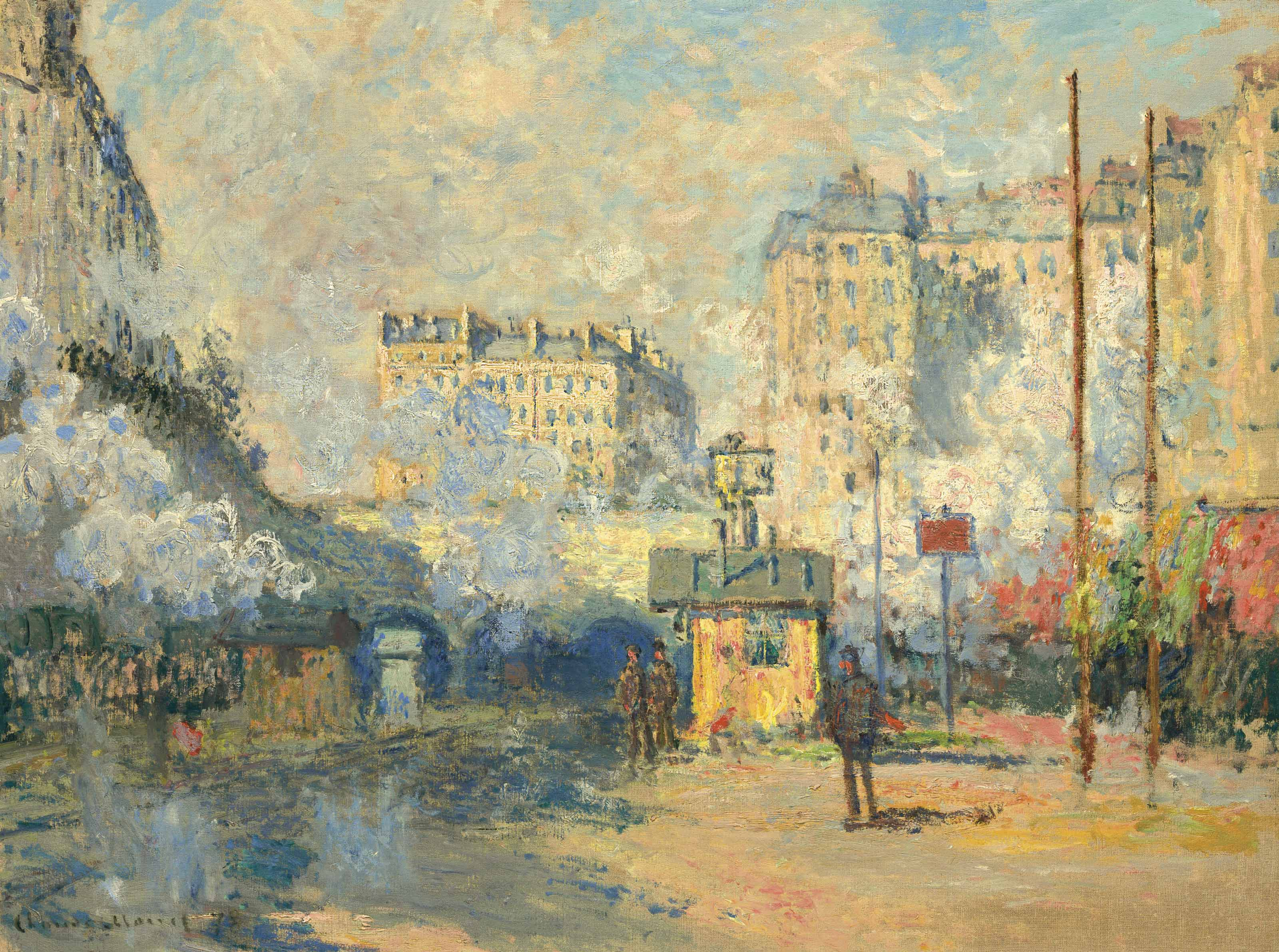
Extérieur de la gare Saint-Lazare, effet de soleil, privé bezit, 60×81 cm.
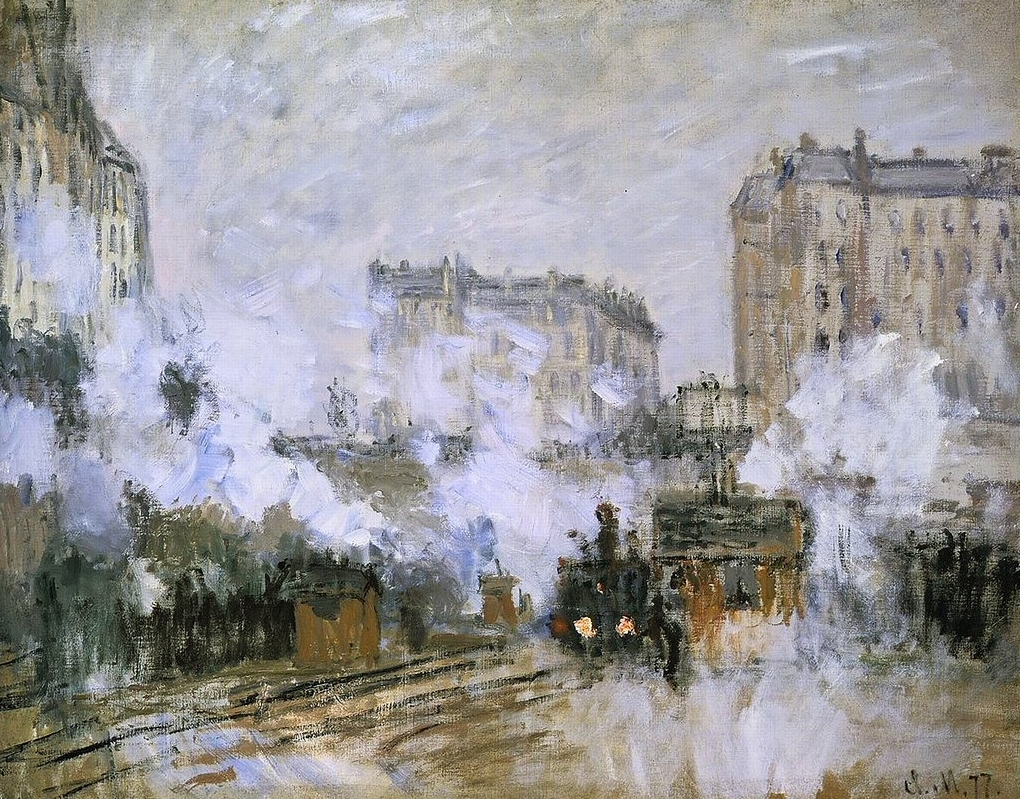
Extérieur de la gare Saint-Lazare, arrivée d'un train, 60×72 cm.
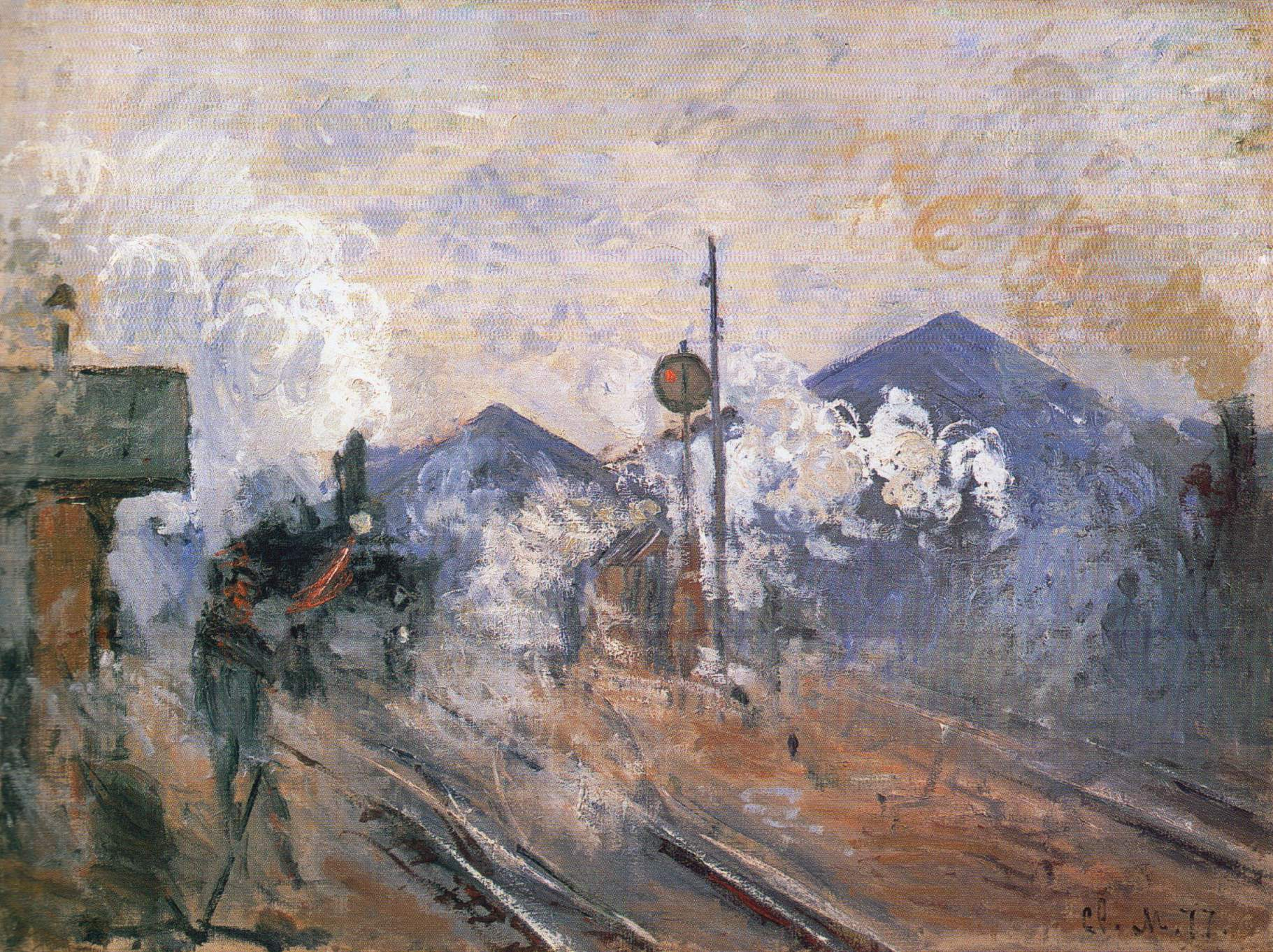
Les Voies à la sortie de la gare Saint-Lazare, Pola Museum of Art, Hakone, 60×80 cm.
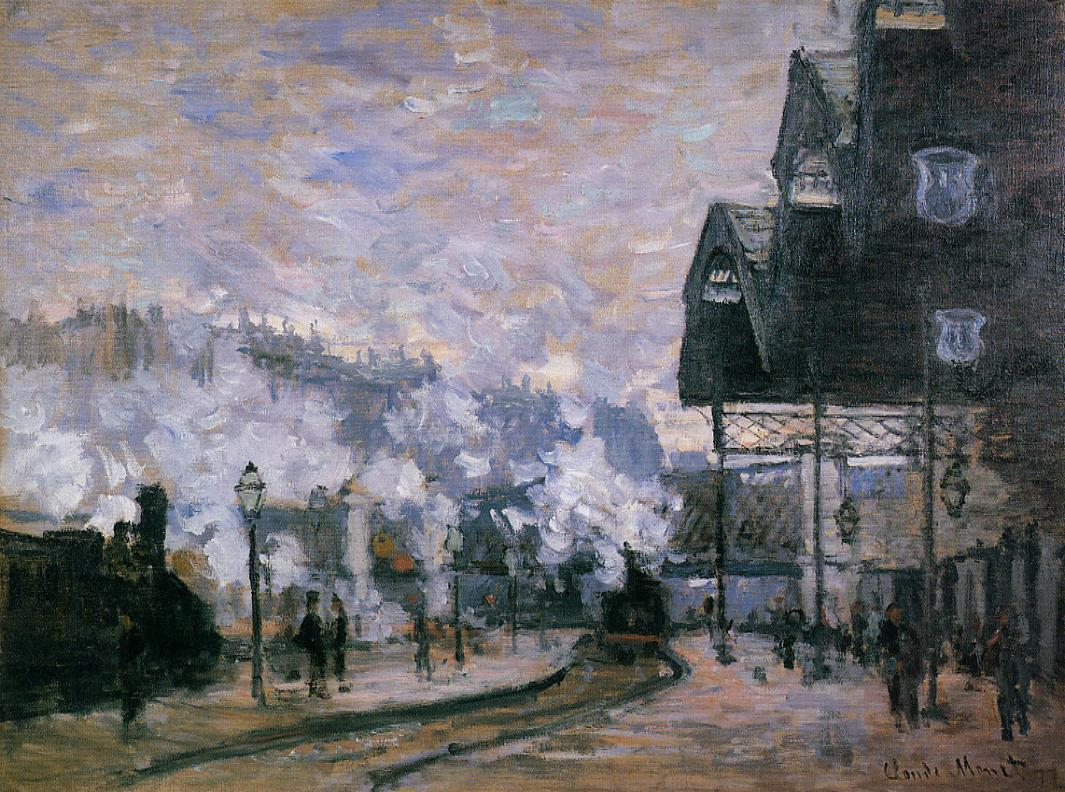
La Gare Saint-Lazare, vue extérieure, privé bezit, 60×80 cm.
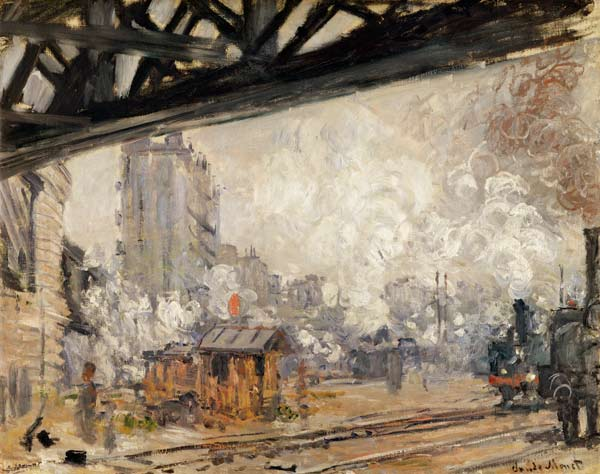
La Gare Saint-Lazare, vue extérieure, privé bezit, 64×81 cm.
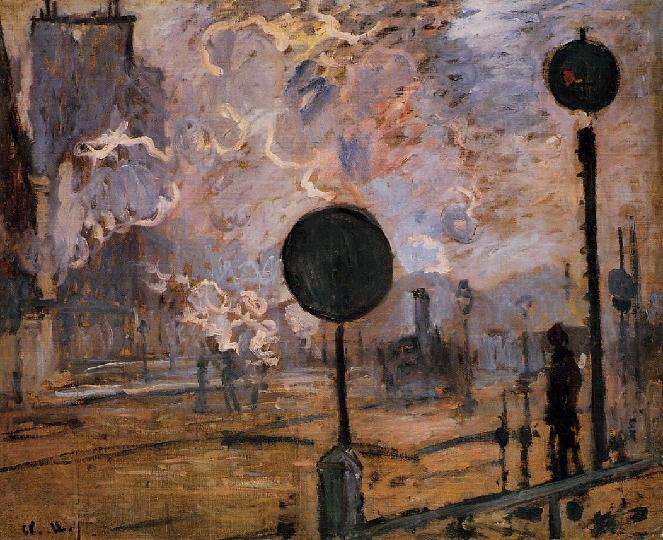
La Gare Saint-Lazare, les signaux, Niedersächsisches Landesmuseum Hannover, 65×81 cm.
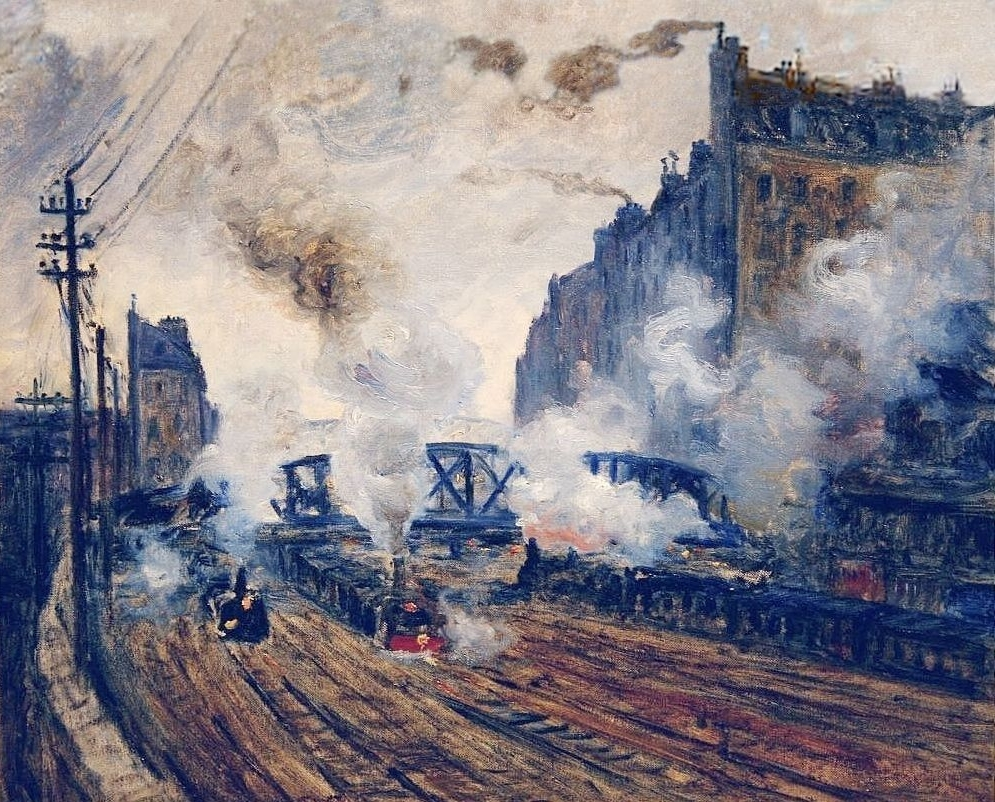
La Tranchée des Batignolles, Collectie Wurth, Rome, 38×46 cm.